# Паппас, Сэнди
Са́ндра Л. «Сэ́нди» Па́ппас (англ. Sandra L. «Sandy» Pappas; род. 15 июня 1949, Хиббинг, Миннесота, США) — американский политик, президент (2013—2017) и член Сената Миннесоты (с 1991 года), член Палаты представителей Миннесоты (1985—1991). Член партии DFL.
Казначей Всемирной греческой межпарламентской ассоциации (2007—2009), вице-президент организации «Women’s Legislators Lobby», вице-председатель совета директоров организации «World Without Genocide», а также соучредитель и президент организации «Forward Global Women».

## Биография
Родилась в семье американских греков. Её дед Василиос Панагополис эмигрировал из деревни Кацарос (Мессиния, Пелопоннес, Греция), поселившись в Миннесоте, где, как и многие иммигранты того периода, работал на железорудной шахте. Позднее он занялся ресторанным бизнесом и политикой.
В 1967—1969 годах посещала Миннесотский университет. Окончила Университет Метрополитен со степенью бакалавра гуманитарных наук в области государственной политики (1986) и Школу управления им. Джона Ф. Кеннеди при Гарвардском университете со степенью магистра государственного управления (1994).
С 1994 года и на протяжении 20 лет преподавала политологию в Университете Метрополитен.
В 1997 году участвовала в выборах мэра Сент-Пола.
В 2018 году Сенат и Палата представителей Миннесоты приняли резолюцию в поддержку религиозной свободы для Вселенского Патриархата, внесённую Сандрой Паппас и др.. В резолюции, являющейся частью инициированного в 2006 году Орденом святого апостола Андрея проекта «Religious Freedom Resolutions», содержится призыв к правительству Турции уважать религиозные свободы и права греческого православного меньшинства в преимущественно мусульманской стране после десятилетий юридических споров, конфискации имущества и закрытия в 1971 году единственной православной духовной семинарии в Турции — Халкинской богословской школы.

## Личная жизнь
Замужем за Нилом Госманом, в браке с которым имеет трёх дочерей, проживающих в Цфате (Израиль).